# Tropico del Cancro (romanzo)
Tropico del Cancro è il primo romanzo scritto da Henry Miller, pubblicato per la prima volta nel 1934 dalla Obelisk Press a Parigi.
Negli Stati Uniti venne pubblicato per la prima volta nel 1961 dalla Grove Press, e portò ad un processo per oscenità che spinse ad applicare e/o rivedere le leggi statunitensi sulla pornografia degli anni sessanta. Il romanzo divenne famoso, oltre che per la sua franca e spesso dettagliata descrizione del sesso, anche per la prosa colta ed elaborata che lo fanno considerare da molti come un importante capolavoro della letteratura del ventesimo secolo.

## Trama
Il romanzo è ambientato nella Francia del 1930, principalmente a Parigi. È scritto in prima persona, con molti riferimenti autobiografici come altri romanzi di Miller, e spesso fluttua tra il passato ed il passato prossimo.
L'ambiente parigino, luogo rutilante e pieno di mollezze da intellettuali, è anche un mondo di lavoro, di preparazione alla guerra e di confronto politico.
Il protagonista sempre a caccia di qualche soldo, si muove però nel  mondo degli artisti falliti e degli esiliati volontari; persone inaffidabili ed irresponsabili che vivono nelle strade, nei locali pubblici più infimi, nei postriboli, in tuguri, mangiando quando capita e stordendosi di alcool e fumo.
Alcuni capitoli spesso seguono un riferimento narrativo stretto agli amici di Miller, ai colleghi ed ai posti di lavoro; altri sono scritti come delle riflessioni a flusso di coscienza. Vi sono molti passaggi che esplicitamente descrivono gli incontri sessuali del narratore, anche se il libro non si focalizza soltanto su questi argomenti.

## Edizioni in lingua italiana
La prima edizione in lingua italiana è stata curata da Feltrinelli nel 1962, con la traduzione di Luciano Bianciardi. Feltrinelli ha fatto risultare il libro come stampato in Francia, a Étampes, usando il marchio prestato da un editore svizzero e riportando in terza di copertina l'avvertenza: «Avvertenza importante. Questa edizione è destinata al mercato estero; l'Editore ne vieta l'importazione e la vendita in Italia», mentre in realtà il volume è stato stampato a Varese e venduto sottobanco in Italia. Dopo una lunga querelle giudiziaria l'opera è entrata ufficialmente nel mercato italiano nel 1967.